# 華僑虐殺事件 (バタヴィア)
バタヴィアの華僑虐殺事件（バタヴィアのかきょうぎゃくさつじけん、オランダ語: Chinezenmoord（直訳：中国人殺害）、インドネシア語: Geger Pacinan（直訳：チャイナタウン暴動））は1740年にオランダ領東インドで発生した虐殺事件。オランダ領東インドの兵士が先住民族の協力者と共に港湾都市バタヴィア（現ジャカルタ）の華僑（中国系インドネシア人）を殺害した。日本語では「バタヴィアの狂暴」「バタヴィアの狂乱」と呼ぶ文献もある。この都市での暴力行為は1740年10月9日から22日まで続き、城壁外での小規模な小競合いは同年の11月まで続いた。歴史家の推定によれば、少なくとも1万人の華僑が殺害され、生存者はわずか600 - 3000人だと考えられている。

## 概要
1740年9月、政府による弾圧と砂糖の価格下落により中国系住民の中で不安が強まり、オランダ領東インド総督のアドリアーン・ファルケニールはいかなる暴動であっても武力鎮圧で対処すると布告した。同年10月7日、数百人の華僑がオランダ兵50人を殺害した。参加した中国人の多くは砂糖工場の労働者だった。これにより、オランダ軍は中国系住民が所有していた武器を全て没収し、中国人を対象とした夜間外出禁止令を発令した。2日後の10月9日、華僑による凶行が起きるとの噂が流れたことが原因となり、バタヴィアに住む他の民族集団はベサル川 (Besar Stream) 沿いの中国人の家を焼き、オランダ兵は中国人の家に大砲を撃ち込んだ。この暴動はすぐにバタヴィア全体に広がり、さらに多くの中国人が殺害された。10月11日にファルケニール総督が略奪を止めようとしたものの、総督がより強く交戦停止を求めた10月22日まで不法集団は中国人を狩り殺し続けた。街の城壁の外側では、暴動を起こしている砂糖工場の労働者とオランダ兵の衝突が続いていた。小規模な小競合いが数週間続いた後、オランダ軍は地域全体にある砂糖工場の中国人拠点を攻撃した。
翌年、ジャワ島全体での華僑への攻撃が引き金となって2年間のジャワ戦争が勃発し、華僑およびジャワ人の部隊とオランダ軍の間で戦闘になった。ファルケニール総督は後にオランダに召還され、虐殺事件に関する罪で告発された。オランダ文学にはこの事件を題材とした作品が多数存在し、またジャカルタではいくつかの地名でこの事件が語源になった可能性があるとされている。

## 背景

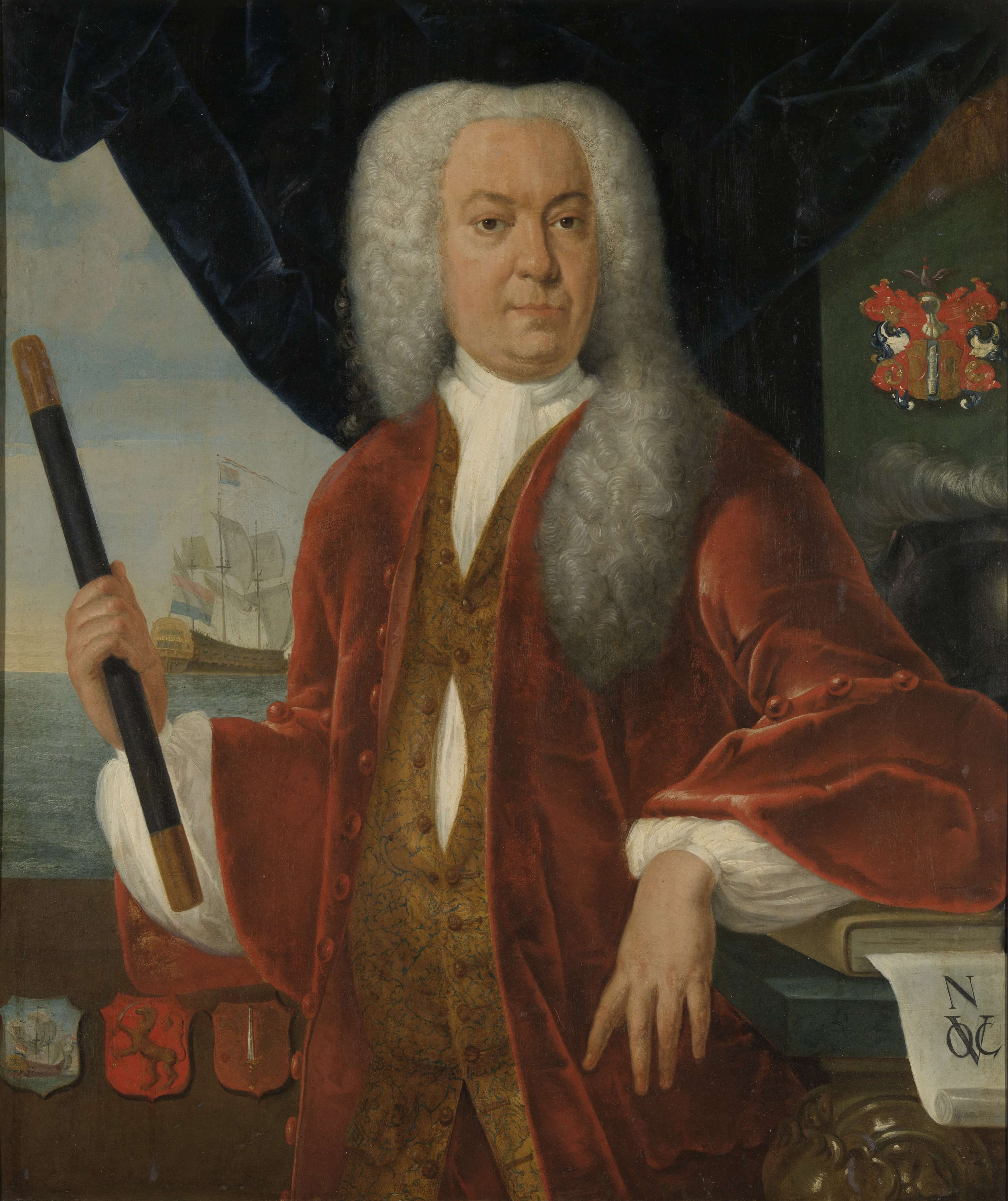
華僑を殺害するよう命じた当時のオランダ領東インド総督ファルケニール

オランダによる東インド（現在のインドネシア）の植民地支配の初期において、ジャワ島の北西の沿岸にバタヴィアを建設する際に多くの中国人を熟練の職人として雇用した。中国人は商人、砂糖工場の労働者、小売店の店主としても働いていた。バタヴィア港を利用した東インドと中国の交易は好景気をもたらし、ジャワへ移住する中国人移民は増加した。バタヴィアの華僑人口は急速に増加し、1740年には合計1万人に到達した。その上、数千人もの人々が都市の城壁の外に住んでいた。オランダ人の入植者らは華僑に登録証を携帯するよう要求し、従わないものは中国へと送還した。
1730年代、マラリアの大流行により数千人が死亡した後、追放政策が強化された。マラリアによる死者の中には当時のオランダ東インド総督ディルク・ファン・クローンも含まれていた。インドネシアの歴史家ベニー・G・セティオノによれば、この大流行の後、インドネシアの先住民とオランダ人の中では人口が増加し続けますます目に見えて裕福になっていく華僑に対する疑念と遺恨が強まったという。その結果として1740年7月25日、先住民関係を担当する弁務官のロイ・フェルディナンド (Roy Ferdinand) はアドリアーン・ファルケニール総督の命を受け、疑わしい中国人はセイロン（現在のスリランカ）へと追放し、シナモン収穫の強制労働に従事させると布告した。裕福な中国人は腐敗したオランダの役人に追放すると脅迫され、金を強請られた。イギリス人の探検家でありジャワ島の歴史家でもあるトーマス・ラッフルズの1830年の著作によれば、オランダが任命したバタヴィアの中国人代表Nie Hoe Kongは、黒か青の服を着た中国人は貧乏だと考えられるので全員追放するようにオランダ人に提言したと数人のジャワ人が証言したという。追放者は目的地に到着することはなくジャワ島が見えなくなった時点で船外へと投げ捨てられるのだという噂が流れた。また、船で暴動を起こして死んだという証言もいくつかある。華僑を追放したことで残された中国人の中にも不安が生じ、それにより多くの中国人労働者は仕事を放棄した。
同時にバタヴィアの先住民は、ベタウィ人の奴隷も含め、ますます中国人に不信感を持つようになった。経済的な要素も一因であった。ほとんどの先住民は貧しかったが、この都市の特に最も裕福な人々の一部は中国人であることが知られていた。オランダの歴史家A・N・パースマンは当時の中国人は「アジアにおけるユダヤ人」だったと述べたが、実際の状況はもっと複雑だった。バタヴィア周辺に住む多くの貧しい中国人は製糖工場の労働者であり、オランダ人と中国人の上流階級双方から等しく搾取されていると感じていた。裕福な中国人は工場を所有しており、また農場や船からの収益も得ていた。彼らは製糖や、糖蜜とコメが主原料であるアルコール飲料アラックの蒸留で収入を得ていた。だが、オランダ人領主は砂糖の価格を定め、このこと自体が不安を招いた。1720年代にはヨーロッパへの輸出の増加と西インド諸島との競争により世界的な砂糖価格の下落が始まり、これが原因となり東インドの砂糖産業は大きな損害を受けた。1740年までに、世界の砂糖価格は1720年の半額にまで下落した。砂糖は主な輸出品であったので、植民地は重度の財政難に陥った。当初、インド評議会の議員数人は中国人がバタヴィアを襲撃することはありえないと信じており、1738年にバタヴィアに戻ったセイロンの前総督でありファルケニール総督の政治的対立相手であるグスタフ・ウィレム・ファン・イムホフ率いる派閥は中国人を統制するためより強力な対策を講じようとしたが妨害された。中国人の多くは付近の集落からバタヴィアの外へとやってきたが、ファルケニール総督は9月26日に評議会の緊急会議を招集し、その中で華僑によるあらゆる蜂起に対して武力鎮圧で対処するよう命じた。ファン・イムホフの派閥はこの政策に反対し続けた。フェルメレンは1938年の自著で、植民地の2つの派閥間の緊張が虐殺の発生の一因になったという説を提唱している。
10月1日の晩、中国人の群衆千人が5日前の緊急集会での総督の発言に怒り、門の外に集まっているとファルケニール総督に報告があった。総督と評議会はこの報告を信じられなかった。だが、バリ島人の軍曹1人が城壁外の中国人に殺害された後、評議会は臨時措置をとり警戒を強化すると決定した。50人のヨーロッパ人と数人の先住民守衛からなる部隊2つが都市の南側と東側にある居留地に送り込まれ、 襲撃計画が練られた。

## 経緯

### 虐殺

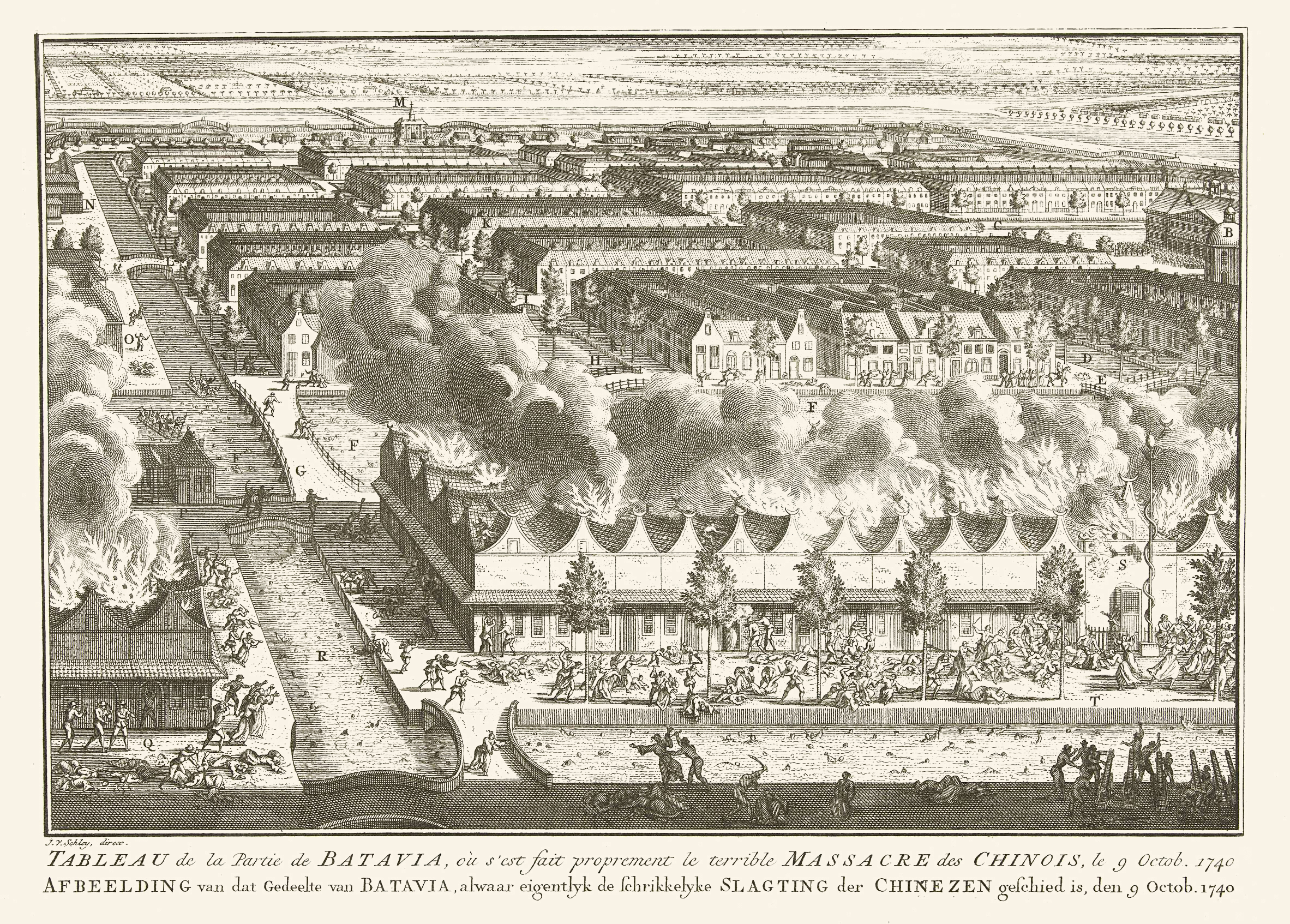
虐殺中に中国人の家に火が放たれた。

10月7日、中国人の砂糖工場労働者の集団が改造武器を使用して反乱を起こし、工場を略奪し火を放った後、数百人の華僑によってメーステル・コルネリス（現ジャティネガラ）とタナ・アバンで50人のオランダ兵が殺害された。これを率いていたのはNie Hoe Kongではないかと疑われた。これに対して、オランダは暴動を止めるために正規兵1800人をSchutterij（民兵）および徴集兵大隊11個と共に送り込んだ。この部隊は夜間外出禁止令を課し中国の祭りの計画を中止させた。中国人が蝋燭の明かりの下で植民地への反抗を企てることを危惧されたため、都市の城壁内に住む中国人は蝋燭を点けることを禁止され、「一番小さいキッチンナイフ（包丁）に至るまで」全て引き渡さなければならなかった。翌日、オランダ側は近隣のタンゲランとブカシから来た集団に率いられた華僑最大1万人による襲撃を都市の外壁で撃退した。ラッフルズによれば、この襲撃で1789人の中国人が死亡した。これに対し、ファルケニールは10月9日に再度評議会の会合を開いた。
一方、バリ島とスラウェシ島出身の奴隷、ブギス族、バリ島人の部隊など、バタヴィアの他の民族集団の間では華僑が彼らを殺害、強姦、奴隷化する計画を立てているという噂が広まっていた。これらの集団は先手を打ってベサル川沿いの華僑の家を焼いた。続いて、オランダ人がバタヴィアの他の場所にある中国人居留地を襲撃し、家を焼いて人々を殺害した。植民地主義を批判していたオランダの政治家W・R・ファン・ホエーフェルは、「妊娠中の女性、授乳している母親、子供、震える老人が切り殺された。無防備な囚人たちは羊のように屠殺された」と書き記した。
ヘルマヌス・ファン・スフテレン (Hermanus van Suchtelen) 少尉とタナ・アバン出身の生存者ヤン・ファン・オーステン (Jan van Oosten) 大尉が率いる部隊は中国人の地区を担当していた。スフテレン少尉とその部下は家畜市場に陣取り、オーステン大尉らは近くの運河沿いを担当した。午後5時頃、オランダ側は中国人の家々に大砲を放ち、それにより家に火が付いた。燃える家の中で死んだ中国人もいれば、自宅を離れて撃たれたり、自暴自棄になって自殺した中国人もいた。住宅地の近くにある運河にたどり着いた中国人は小舟で待っていたオランダの部隊に殺害され、他の部隊は燃える家の列の間を捜索し、発見した生存者を殺害した。これらの行動は後にバタヴィアの都市全体に広がった。フェルメレンによれば、加害者の多くは船員であり、それ以外にも社会の「不法と悪の要素」が参加していた。このとき、財産の略奪と押収が大規模に行われた。

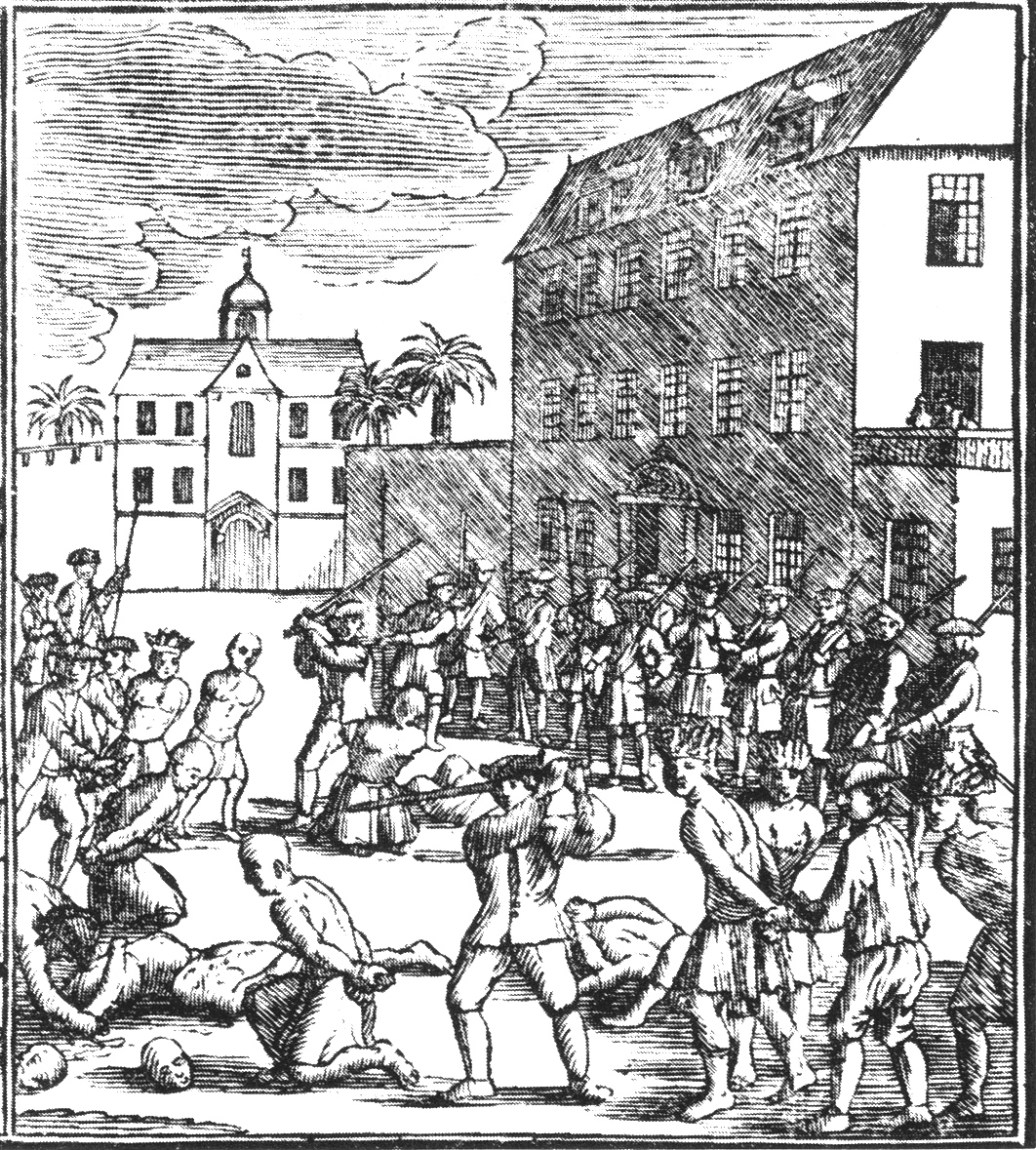
1740年10月10日、中国人の囚人が処刑された。

翌日、暴力行為は拡大し続け、病院にいた中国人患者は病院外に連れ出されて殺害された。前日に破壊された地域の火災を鎮火しようとしたものの失敗し、炎は勢いよく燃え広がり、10月12日まで燃え続けた。一方、800人のオランダ兵と2000人の先住民からなる集団はガディン・メラティ村 (Kampung Gading Melati) を襲撃し、そこでは生き残った中国人の集団がKhe Pandjang の統率のもとで抵抗していた。中国人らは近くのパニンガランに避難したものの、後にオランダ軍によってその地区から追放された。2回の襲撃で発生した死傷者はオランダ人が約450人、中国人が約800人だった。

### 暴力行為の継続
10月11日、ファルケニール総督は将校らに要請して軍を統率し略奪を止めさせようとしたが、上手くいかなかった。2日後、他の民族集団を粛清に協力させるための報奨金として、兵士に差し出されたあらゆる中国人の首に対してダカット金貨2枚を報酬として設定した。その結果、不法な集団が最初の襲撃を生き延びた中国人らを狩り出し、発見した華僑を報酬目当てで殺害した。オランダ人はバタヴィアの別の場所で先住民と働いていた。10月14日、オランダ軍部隊を増強するためにブギス族とバリ島人の擲弾兵が送り込まれた。10月22日、ファルケニール総督は全ての殺害行為を中止するよう求めた。彼は長い文書において暴動の責任を完全に中国人の反逆者に負わせ、暴動の指導者を除く全ての中国人に恩赦を与え、指導者の首に対しては最大レイクスダールデル（オランダの銀貨）500枚の賞金を設定した。
城壁の外側では中国人の反徒とオランダ軍の衝突が続いていた。10月25日、2週間近くにわたる小競合いの後、Cadouwang（現在のタンボラ区アンケ (Angke)）に500人の武装した中国人が接近したが、クリストフェル・モル大尉 (Ridmeester Christoffel Moll) 、士官（コルネット）のダニール・ヒッツ (Daniel Chits) とピーテル・ドンケル (Pieter Donker) が指揮する騎兵によって撃退された。翌日、1594人のオランダ人と先住民の兵からなる騎兵隊がサラパジャン (Salapadjang) 砂糖工場の反逆者拠点へと進軍し、まず近くの森に集結してから反逆者らのいる工場に火を放った。ボエジョン・レンジェ (Boedjong Renje) の別の工場でも別の部隊が同様に放火した。接近するオランダ部隊を恐れて、サラパジャンの件の4時間後に中国人らはメラユ村 (Kampung Melayu) の砂糖工場へと後退した。だが、ヤン・ヘオルヘ・クリュメル (Jan George Crummel) 大尉の部隊によってこの拠点も陥落した。中国人らを打ち負かしクアル (Qual) を奪還した後、オランダ軍はバタヴィアに帰還した。その一方で、敗走した中国人らは西側をバンテン王国の部隊3000人に塞がれ、ジャワ島北岸に沿って東へ向かった。10月30日までに中国人らがタンゲランに到着したとの報告が届いた。
11月2日にクリュメル大尉に停戦命令が届き、彼とその部下たちはカドワン (Cadouwang) に50人の分遣隊を残してバタヴィアに帰還した。彼が正午に到着すると、城壁にはもう中国人は残っていなかった。11月8日、都市の警備を強化するためチルボン王国から2000人から3000人の先住民の部隊が送り込まれた。略奪は少なくとも11月28日まで継続し、最後まで残った先住民の部隊が引き上げたのは11月の終わりのことだった。

## 余波

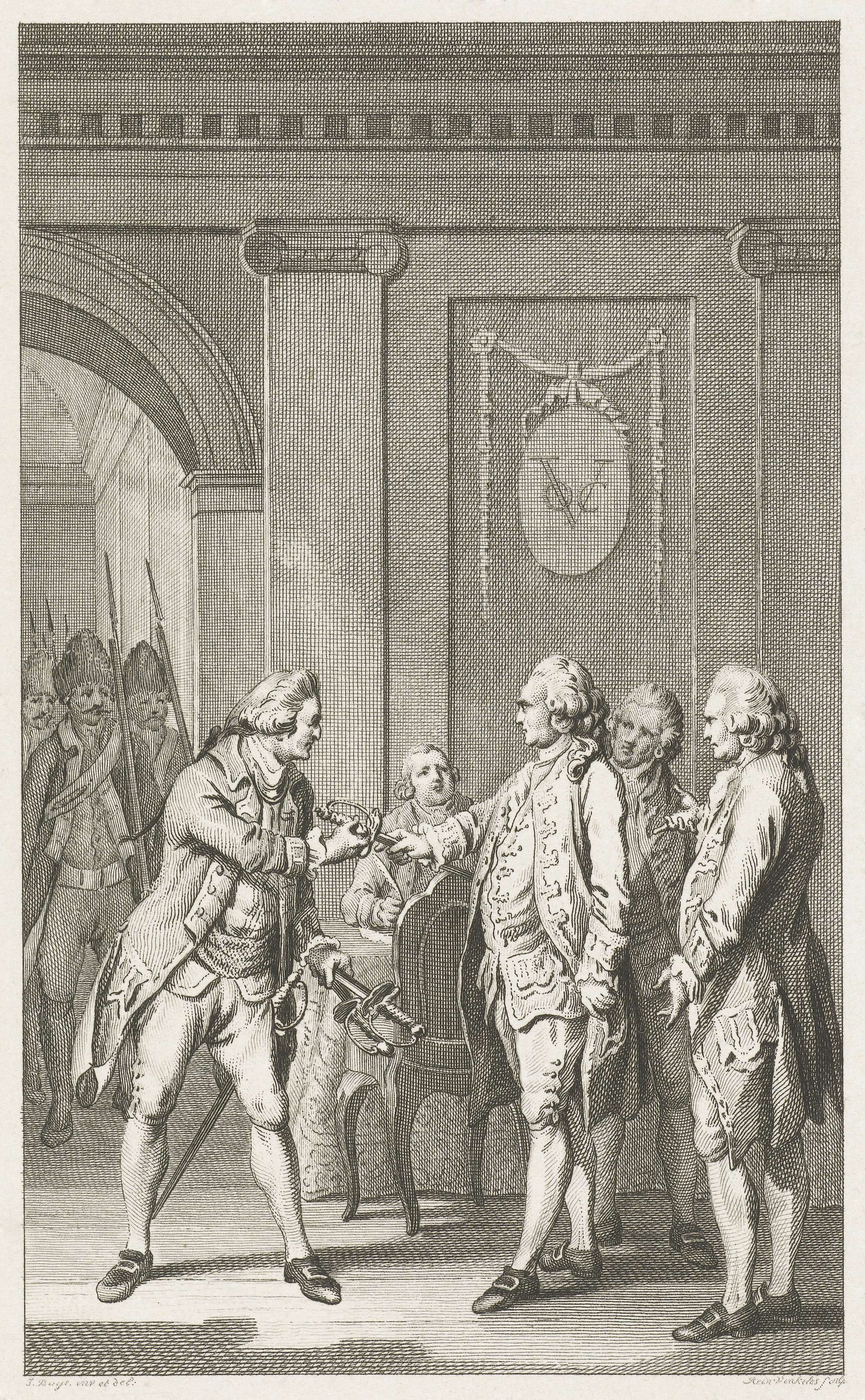
ファン・イムホフとその派閥の評議員2人はファルケニール提督に反抗して逮捕された。

虐殺の記録のほとんどは、バタヴィアの城壁内で殺害された中国人の数を1万人だと見積もっており、その他に少なくとも500人が重傷を負った。600から700軒の中国人の所有する家が略奪され、焼かれた。フェルメレンは生存者の数を600人としているが、インドネシアの学者A・R・T・ケマサン (A. R. T. Kemasang) は3000人の中国人が生き延びたと見積もっている。インドネシアの歴史家ベニー・G・セティオノは500人の囚人と病院の患者が殺害され、生存者は合計3431人だと記している。この虐殺の後はジャワ島全体に華僑に対する「open season（狩猟解禁期）」が訪れ、1741年にスマランで別の虐殺が発生し、後にスラバヤとグレシックでもそれぞれ虐殺が発生した。
暴挙を終わらせるための条件の一つとして、バタヴィアの全ての華僑は城壁の外にある「pecinian」（チャイナタウン）、現在のグロドックに移住した。これにより、オランダ人はより簡単に中国人を監視できるようになった。華僑がこのチャイナタウンを出るためには特別な通行許可証が必要だった。だが、1743年までには華僑はバタヴィアの都市内に戻っており、数百人の商人が都市内で働いていた。Khe Pandjangが率いる他の華僑は中部ジャワに逃走してオランダ人の貿易拠点を襲撃し、後にマタラム王国のジャワ人スルタン、パクブウォノ2世の軍が加わった。このさらなる反乱（ジャワ戦争 (1741年-1743年)）は1743年に終結したが、ジャワ島での紛争はこの後17年間ほとんど切れ目なしに続いた。
1740年12月6日、ファン・イムホフと同じ派閥の評議員2人が不服従を理由にファルケニールの命令で逮捕され、1741年1月13日に別々の船でオランダへと送還され、同年9月19日にオランダに到着した。オランダでは、ファン・イムホフはファルケニール提督が虐殺の責任を負うべきだと評議会に確信を抱かせ、11月24日に「オランダ東インド会社の現状についての考察 (Consideratiën over den tegenwoordigen staat van de Ned. O.I. Comp.)」という題名で長い演説を行った。演説の結果、彼と他2人に対する告発は却下された。1742年10月27日、ファン・イムホフはオランダ東インド会社のトップである17人会からの期待を一身に背負い、Herstellerに乗って新たな総督としてバタヴィアに戻った。彼は1743年5月26日に東インドに到着した。

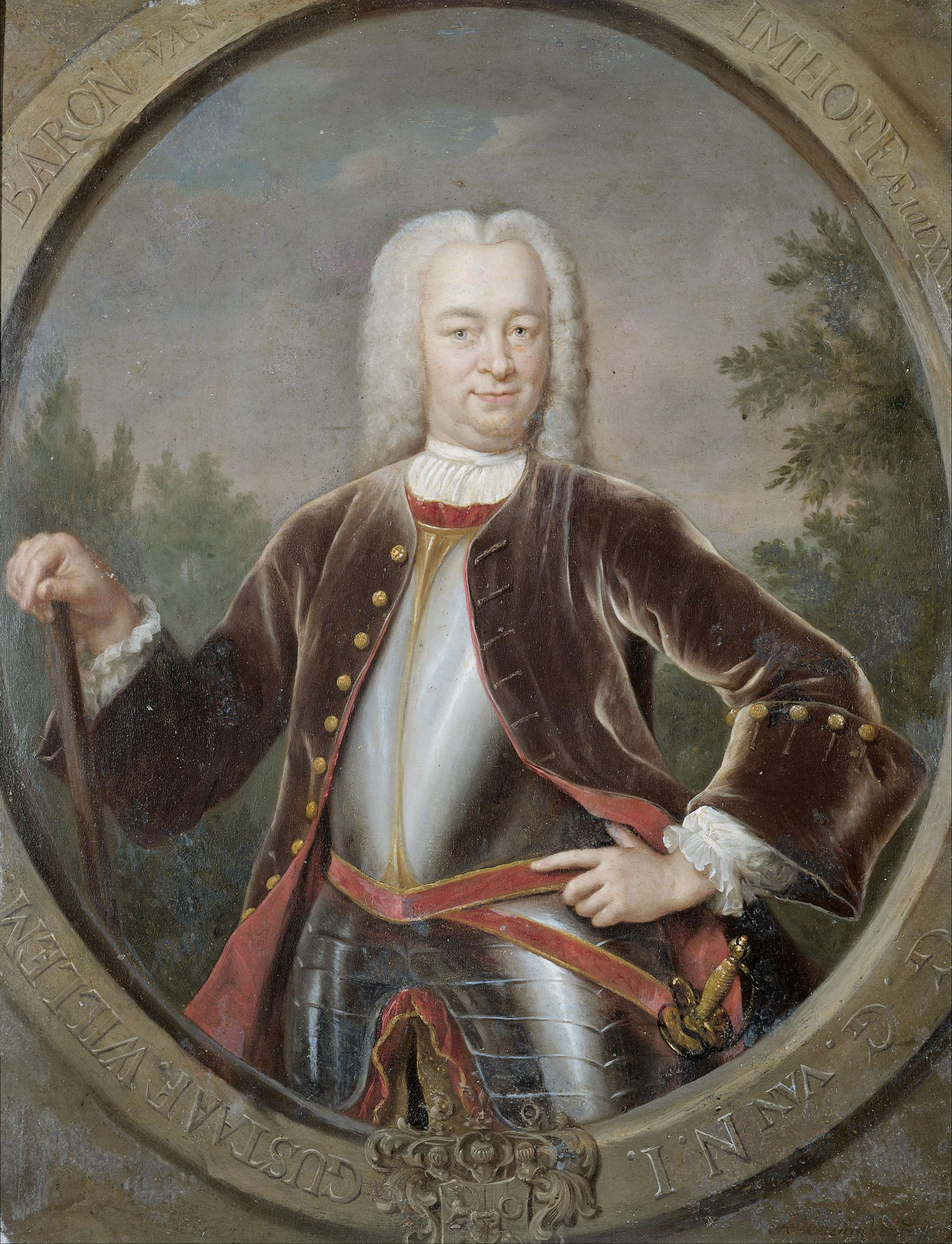
ファン・イムホフはオランダに送還されたが、後にオランダ領東インドの新たな総督として任命された。

1740年後半にファルケニール提督は後任を求め、1741年2月に次の総督にはファン・イムホフを指名するよう指示する返信を受け取った。別の出典では、17人会は1739年の過剰な砂糖輸出と過小なコーヒーの輸出により大きな経済的損失が発生したため、その処罰としてファルケニール提督にファン・イムホフと総督の地位を代わるよう指示したとされている。ファルケニール総督が返信を受け取ったときには、既にファン・イムホフはオランダへの帰路についていた。ファルケニールはヨハネス・テーデンスを総督代理に指名して1741年に東インドを去り、船団を指揮してオランダへ向かった。1742年1月25日、彼はケープタウンに到着したが、留置されて17人会の命を受けたヘンドリック・スヴェレンフレベルによる取り調べを受けた。1742年8月、ファルケニールはバタヴィアに送り返され、バタヴィア砦で投獄され、3ヶ月後に虐殺への関与を含むいくつかの罪状で裁判にかけられた。1744年3月、彼は有罪となり死刑判決を受け、財産は全て没収された。1744年12月、審理が再開され、ファルケニールは自身を弁護するために長い供述を行った。ファルケニールはオランダからもっと証拠を集めるよう求めたが、調査が完了する前の1751年に投獄されていた部屋で死亡した。1755年、彼の死後に死刑は撤回された。フェルメレンは調査が不公平でありオランダの民衆の怒りにあおられたものだと主張しており、1760年に息子のアドリアーン・イサーク・ファルケニール (Adriaan Isaäk Valckenier) が総額72万5千ギルダーの賠償金を受け取っていることからおそらく公式に認められている。
虐殺の後、工場で働いていた中国人の多くが殺され、あるいは行方不明になったため、この地域での砂糖生産は大きな損害を受けた。これは新総督のファン・イムホフがタンゲランを「植民地化」した後に回復し始めた。新総督は当初オランダから人を来させてこの地域で働かせるつもりだった。彼は東インドに既に定住している人々を怠け者だと考えていた。だが、重税のため彼は新たな定住者をひきつけることができず、既にバタヴィアにいる人々に土地を売った。彼の予測どおり、新たな土地の所有者たちは「手を汚す」ことを好まず、すぐに土地を華僑に貸し出した。この後、生産は徐々に上昇したが、1740年以前の水準に達するには1760年代までかかり、その後は再び減少に転じた。工場の数も減少した。1710年には131軒だったが、1750年には66軒まで落ち込んでいた。
1740年の虐殺の後、バタヴィアが多数の品を交易するには中国人が必要だと一連の検討を経て認めるには明らかに数十年を要した。18世紀後半に中国人経済がかなりの拡大をみせ、1814年までには住人47217人中11854人が中国人になっていた。

## 後世の評価
フェルメレンはこの虐殺事件を「18世紀の（オランダの）植民地主義において最も印象的な出来事の一つ」と述べている。W・W・ダルモヴィヨーノ (W. W. Dharmowijono) は自身の博士論文において、この事件はオランダ文学でよく題材とされており、初期の例として1742年のヴィレム・ファン・ハーレンの虐殺を非難する詩、同時代の中国人に批判的な匿名の詩があると記した。ラッフルズは1830年に、オランダの歴史的記録は「決して完全なものでも満足のいくものでもない」と書き記した。
オランダの歴史家レオナルド・ブリュッセは、この虐殺は間接的にバタヴィアの拡大をもたらし、華僑と他の民族集団を二分することになる暫定協定を制度化したと述べ、この華僑と他集団の分離は20世紀後半でもいまだに感じられると付け加えた。この事件はジャカルタの多数の地域の命名要因にもなっていたかもしれない。タナ・アバン地区（「赤い大地」の意）の名前の由来は、ここで流された中国人の血が語源の可能性がある。ファン・ホエーフェルは、この命名は中国人の生存者たちにより早く恩赦を受け入れさせるための譲歩だと提唱した。東ジャカルタのラワ・バンケ (Rawa Bangke) 区の名前は、ここで多数の華僑が殺されたことからインドネシア語で死体を意味する「bangkai」に由来するかもしれない。ジャカルタのタンボラ区にあるアンケ (Angke) も同様の由来があると提唱されている。
インドネシアのジョコ・ウィドド政権とチャフヨ・クモロ内務大臣は、バタヴィアの華僑虐殺事件の被害者と、虐殺に対する報復としてジャワ戦争でオランダと戦ったジャワ人と中国人の記念碑を建立した。